# Skurygino
Skurygino (ros. Скурыгино) – wieś (dieriewnia) w Rosji, w obwodzie moskiewskim, w rejonie czechowskim. W 2021 liczyła 190 mieszkańców.